# Елон (суддя)
Елон (івр. אֵילֹן - дуб) — біблійний персонаж Епохи Суддів, один із суддів Ізраїля. Походив із племені Завулона (Сд. 12:11-12).
Із згадки про нього у Книзі Суддів відомо, що він судив народ Ізраїля 10 років. Йосип Флавій у Юдейських старожитностях повідомляє, що час правління Елона був без визначних подій. По смерті Елон був похований у Завулоновім краї. За ним слідував Авдон, син Гіллела з міста Піратона.